# Thomas Junghans
Thomas Junghans (Plauen (DDR), 22 januari 1977)  is een Zwitsers darter die uitkomt voor de WDF.

## Carrière
Junghans zijn doorbraak kwam in het BDO World Masters-toernooi in 2015, waarop hij de halve finales bereikte. Hij verloor de halve finale van de uiteindelijke toernooiwinnaar Glen Durrant.
Junghans wist zich te kwalificeren voor het 2023 via de reservelijst. In de eerste ronde won hij met 2-0 van David Pallett en in de tweede ronde van het tiende reekshoofd Kai Fan Leung met 3-1. In de derde ronde was Chris Landman te sterk met 2-3.
Hij wist zich ook te kwalificeren voor het WDF World Darts Championship 2024.

## Resultaten op wereldkampioenschappen

### WDF
- 2023: Laatste 16 (verloren van Chris Landman met 2–3)
- 2024: Kwartfinale (verloren van François Schweyen met 0–4)